# Valentin Novikov (orientista)
Valentin Jur'evič Novikov (in russo Валентин Юрьевич Новиков?; Belgorod, 1º ottobre 1974) è un orientista russo.

## Biografia
Ha cominciato a praticare l'orientamento all'età di 7 anni. Il primo allenatore fu sua madre, Lyudmila Novikova, poi si unì il padre (Yuri Novikov, S.). Fino a 18 anni si allenò regolarmente e ha partecipò a gare di sci orientamento.
A 15 anni vinse la sua prima competizione importante: il campionato della RSFSR. La prima gara a livello internazionale furono i campionati mondiali giovanili nel 1992 in Finlandia.
Si è laureato presso la Facoltà di Educazione Fisica e Sportiva. È sposato con Julia Novikova, una delle orientiste migliori della Russia.

## Risultati importanti principali
Nel suo terzo Campionato europeo (Truskavec' 2000) Valentin Novikov ha vinto due medaglie d'oro: nelle distanze media e lunga. È stato il primo grande successo degli atleti russi ai Campionati europei in corsa orientamento.
Ai campionati mondiali in Danimarca (Aarhus, 2006), la squadra maschile russa, costituita da Roman Efimov, Templi Andrew e Valentin Novikov per la prima volta nella storia della Russia vinse la medaglia d'oro nella staffetta.
Egli ha vinto anche l'argento ai mondiali su media distanza vicino a Losanna nel 2012.
Valentin Novikov è tesserato con il club Delta finlandese. Vincendo la Jukolan viesti (una prestigiosissima staffetta che si svolge ogni anno in Finlandia) nel 2008, gareggiando nell'ultima frazione, ha portato la sua squadra alla prima vittoria nella sua storia in questa manifestazione.
Valentin Novikov è stato il primo non scandinavo a vincere l'O-Ringen (nel 2004).